# Haibane Renmei
Haibane Renmei (灰羽連盟, traduzido pelo autor como "Charcoal Feather Federation") é um conjunto de doujinshis escritos e ilustrados por Yoshitoshi Abe, e que posteriormente seria adaptado para uma série de anime de 13 episódios, exibidos originalmente na Fuji Television em 2002, e mais tarde na Animax de vários países, sob o nome de Ailes Grises. A série conta a história em uma garota chamada Rakka, uma recém-chegada "Haibane" (criaturas com aparência angelical), e outros habitantes da cidade Guri, onde não é permitido que ninguém saia.
A trilha sonora do anime é composta por Kō Ōtani.